# Taoyuan (socken i Kina, Sichuan)
Taoyuan (kinesiska: 桃源乡, 桃源) är en socken i Kina. Den ligger i provinsen Sichuan, i den sydvästra delen av landet, omkring 130 kilometer sydväst om provinshuvudstaden Chengdu. Antalet invånare är 3 766. Befolkningen består av 1 844 kvinnor och 1 922 män. Barn under 15 år utgör 16,0 %, vuxna 15-64 år 67 %, och äldre över 65 år 16,0 %.
Genomsnittlig årsnederbörd är 1 606 millimeter. Den regnigaste månaden är juli, med i genomsnitt 392 mm nederbörd, och den torraste är januari, med 12 mm nederbörd.